# Restinga
Restinga este un oraș în São Paulo (SP), Brazilia.